# Санаторій Акжаїк
Санаторій Акжаї́к (каз. Ақжайық емдеу-сауықтыру орны) — село у складі Теректинського району Західноказахстанської області Казахстану. Входить до складу Акжаїцького сільського округу.
У радянські часи село називалося Дім отдиха Уральський.
Населення — 210 осіб (2021; 142 у 2009, 173 у 1999, 237 у 1989).